# Field Bus Exchange Format
Das Field Bus Exchange Format (FIBEX) ist ein XML-basierter Standard zur Beschreibung von Steuergeräte-Netzwerken im Bereich der Automobilindustrie. Es wurde von der ASAM entwickelt und wird vor allem zur Beschreibung von FlexRay- und Ethernet-Netzwerken verwendet.